# 丹尼斯·卡馬卡伊

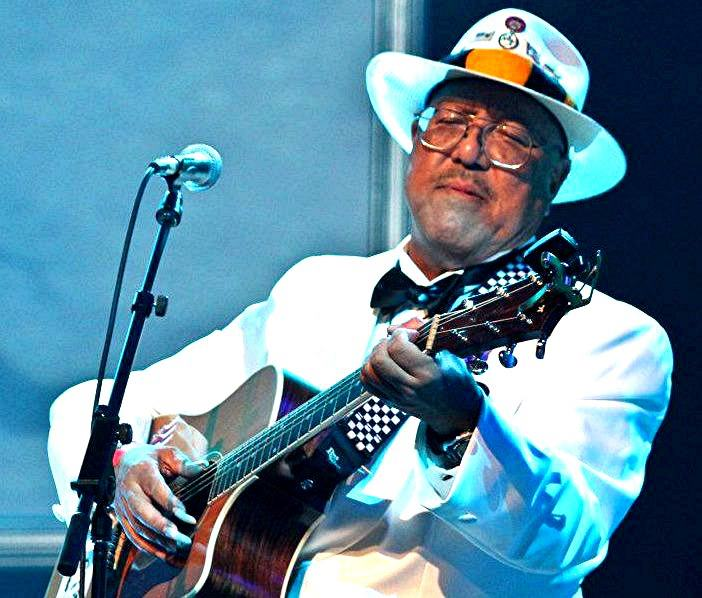
2012年丹尼斯·卡馬卡伊

丹尼斯·卡馬卡伊（英語：Dennis David Kahekilimamaoikalanikeha Kamakahi，1953年3月31日—2014年4月28日），是一名美国滑音吉他手、音乐家、作曲家。他获得多项格莱美奖。2009年，他被选入夏威夷名人堂。
2014年，他因为肺癌去世，享年61岁。